# Skip Battin

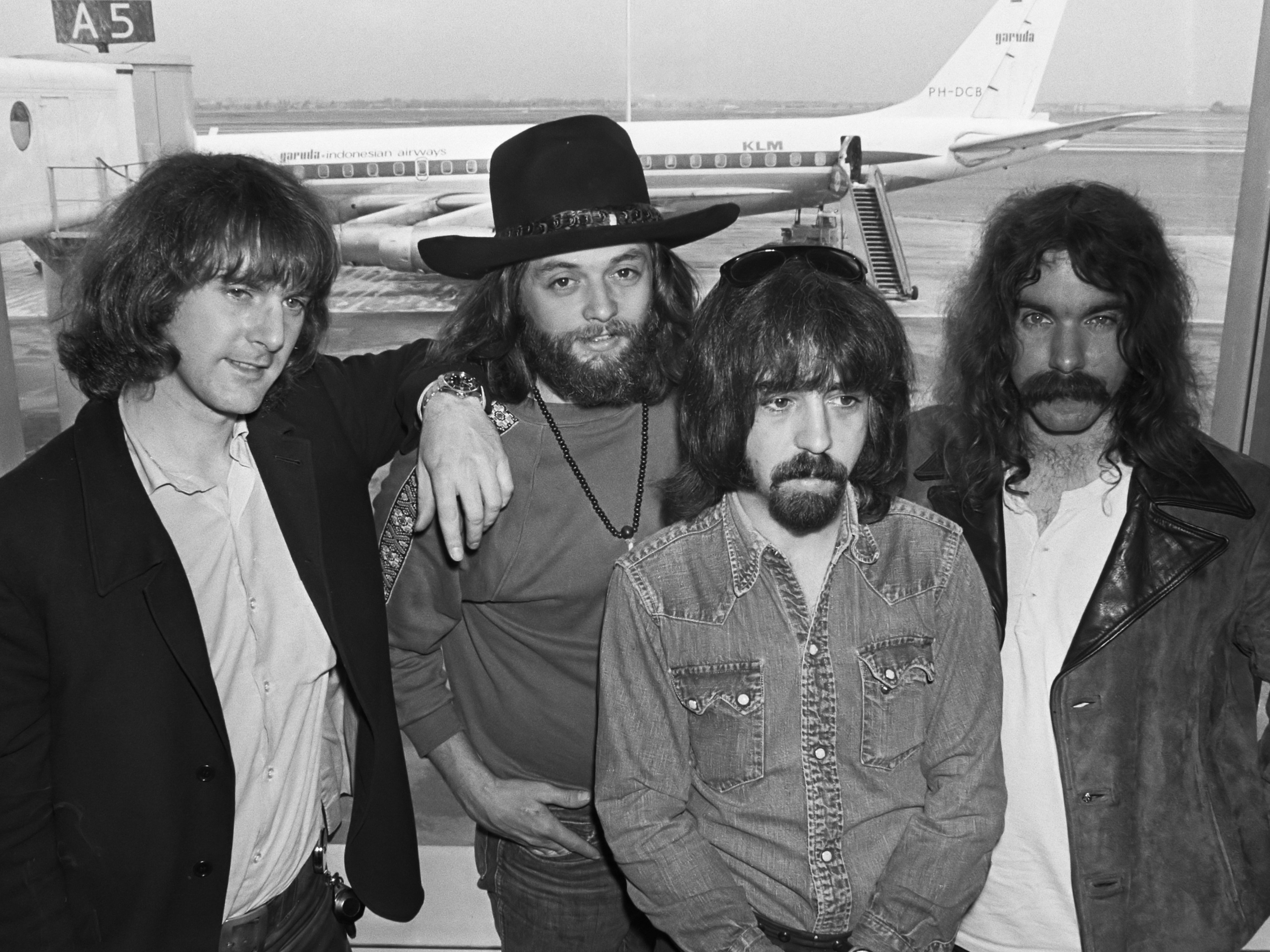
The Byrds 1970: Roger McGuinn, Skip Battin, Clarence White, Gene Parsons

Skip Battin (18. února 1934 – 6. července 2003) byl americký zpěvák a baskytarista. V padesátých let byl spolu s Garym Paxtonem členem dua Skip & Flip. V letech 1969 až 1973 hrál s kapelou The Byrds a od roku 1974 do 1976 byl členem skupiny New Riders of the Purple Sage. V roce 1976, znovu od roku 1978 do 1980 a 1984 až 1986 byl členem skupiny The Flying Burrito Brothers. V roce 1969 hrál na albu Wanted Dead or Alive písničkáře Warrena Zevona. Zemřel v roce 2003 ve svých devětašedesáti letech na následky Alzheimerovy choroby.